# Entéropathie épizootique du lapin
 Mise en garde médicale
L'entéropathie épizootique du lapin (EEL)  est une maladie infectieuse (et émergente ou peut-être plutôt un syndrome émergent), observé dans les élevages de lapins (apparue à la fin du XXe siècle, dont en 1996 en France où elle a été responsable d'une première épidémie dans les élevages industriels de lapins d'engraissement en 1997). On ne connaît pas avec précision l'agent responsable de ce trouble.  

## Description
La maladie se caractérise par une importante entérite provoquant souvent la mort de l'animal touché. 
100% des lapins malades ont une croissance qui diminue très précocement (dès le premier jour de la maladie, quand elle est expérimentalement inoculée via la nourriture). 

### Symptômes
Après contamination expérimentale, un « bruit d'eau » est constaté - dès les second jour - quand on manipule l'animal malade ; et la palpation permet de sentir une parésie partielle du cæcum. Ensuite, une diarrhée et la présence de mucus surviennent (au 4e ou 5e jour). 

Des gaz sont émis les 4 premiers jours après inoculation. 

Le contenu cæcal est liquide. Souvent l'animal est partiellement déshydraté («parésie »). 

### Contamination
L'INRA a montré que les contenus intestinaux de lapin mourant ou mort de la maladie sont contaminants (et que le pathogène est déjà présent dans le contenu intestinal dès le 3e ou 4e jour). 
Inoculé par pulvérisation sur les aliments à des lapereaux âgés de 33 à 41 jours, il en tue la moitié en 7 à 9 jours (10ml d'inoculation dilué au 1/30ème suffit). Les lapereaux malades commencent à mourir dès le troisième jour après inoculation, avec un maximum au 5ème jour. 
Convalescence : elle commence une semaine après la contamination. Les survivants guérissent en 15 jours.
L'autopsie : elle ne met pas en évidence d'entérite inflammatoire. L'estomac est dilaté et empli de liquide et de gaz, l'intestin grêle est également dilaté et plein d'un liquide clair, pauvre en particules alimentaires (surtout dans le duodénum et le jéjunum). Le colon proximal est souvent encombré de mucus. Aucune lésion macroscopique n'est visible sur les poumons, le foie, le rein, la rate mais l'appendice vermiforme est parfois atrophié. Histologiquement parlant, l’iléon est normal au 5ème jour et encore presque normal au 7ème jour. 

## Étiologie?
Avant l'apparition de cette entéropathie du lapin épizootique (ERE), les principaux agents pathogènes associés à ce type de pathologies digestives étaient surtout parasitaire (Eimeria spp,) et/ou bactérienne (principalement Escherichia coli, ou plus rarement Clostridium spiroforme et Klebsiella ou exceptionnellement Clostridium piliforme). Ils n'ont pas été retrouvés dans les autopsies de lapins morts de l'entéropathie épizootique du lapin.

Des virus ont pu être observés, mais leur rôle comme initiateur primaires de la maladie a été jugé  « discutable ».
Les autres cas de diarrhée non attribuables à une étiologie précise sont dits « entérite non spécifique ».

## Soins
L'apparition de cette maladie a rendu encore plus délicat (dans la cuniculture) le sevrage, qui, entre 4 et 9 semaines d'âge, est une étape délicate et déterminante pour la santé et la croissance ultérieure du lapin. C'est le moment de la mise en place d'un nouveau microbiote qui joue un rôle majeur dans l'immunité et la santé de l'animal,,, qui est à ce moment très vulnérable aux troubles digestifs. Les pathologies digestives infectieuses sont en effet « la principale cause de mortalité post-sevrage chez le lapin ».
Les vétérinaires proposent souvent un traitement prophylactique ou métaphylactique (traitement d'un lot de lapins au sein duquel un ou quelques sujets sont malades, risquant par contagion de contaminer leurs congénères proches voire tout l'élevage). Le traitement est antibiotique à large spectre (bien que le pathogène ne soit pas connu), au risque d'induire des souches antibiorésistantes de pathogènes. Dans les années 200-2010, 50 % des antibiotiques utilisés en viniculture cherchaient à combattre les pathologies digestives du lapin en croissance. En décembre 2011, l'interprofession cunicole a lancé un plan national de « démédication » engageant les membres de la filière à réduire les quantités de médicaments, et en particulier d'antibiotiques, avant même le plan national "ecoantibio 2017".
En France, des études et expérimentations pilotées par l'INRA et ont montré qu'« une limitation de l'ingestion après le sevrage améliore la santé digestive du lapin et son efficacité alimentaire. D'autres études ont ensuite confirmé et précisé ces impacts favorables sur la santé, la digestion, le bien-être animal, l'efficacité alimentaire et les rejets, et finalement sur l'économie des ateliers cunicoles (...) une baisse de l'ingéré de 20 à 30% par rapport à une ingestion libre (ad libitum), pendant les 3 semaines qui suivent le sevrage, permet de réduire de moitié la mortalité par diarrhée (...) dès 2005, les stratégies de régulation de l'ingéré post-sevrage (SRIP) ont été largement pratiquées par près de 80% des cuniculteurs professionnels, en parallèle du développement d'équipements d'alimentation automatique ».